# Ilberstedt
Ilberstedt é um município da Alemanha, situado no distrito de Salzland, no estado de Saxônia-Anhalt. Tem 14,93 km² de área, e sua população em 2019 foi estimada em 1.042 habitantes.